# Josef Kentenich
Josef Kentenich (16. listopadu 1885 v Gymnichu –15. září 1968 v Schoenstattu) byl pallotinský kněz, člen společnosti apoštolského života a zakladatel mezinárodního Schönstattského hnutí.

## Život

### Dětství a studia

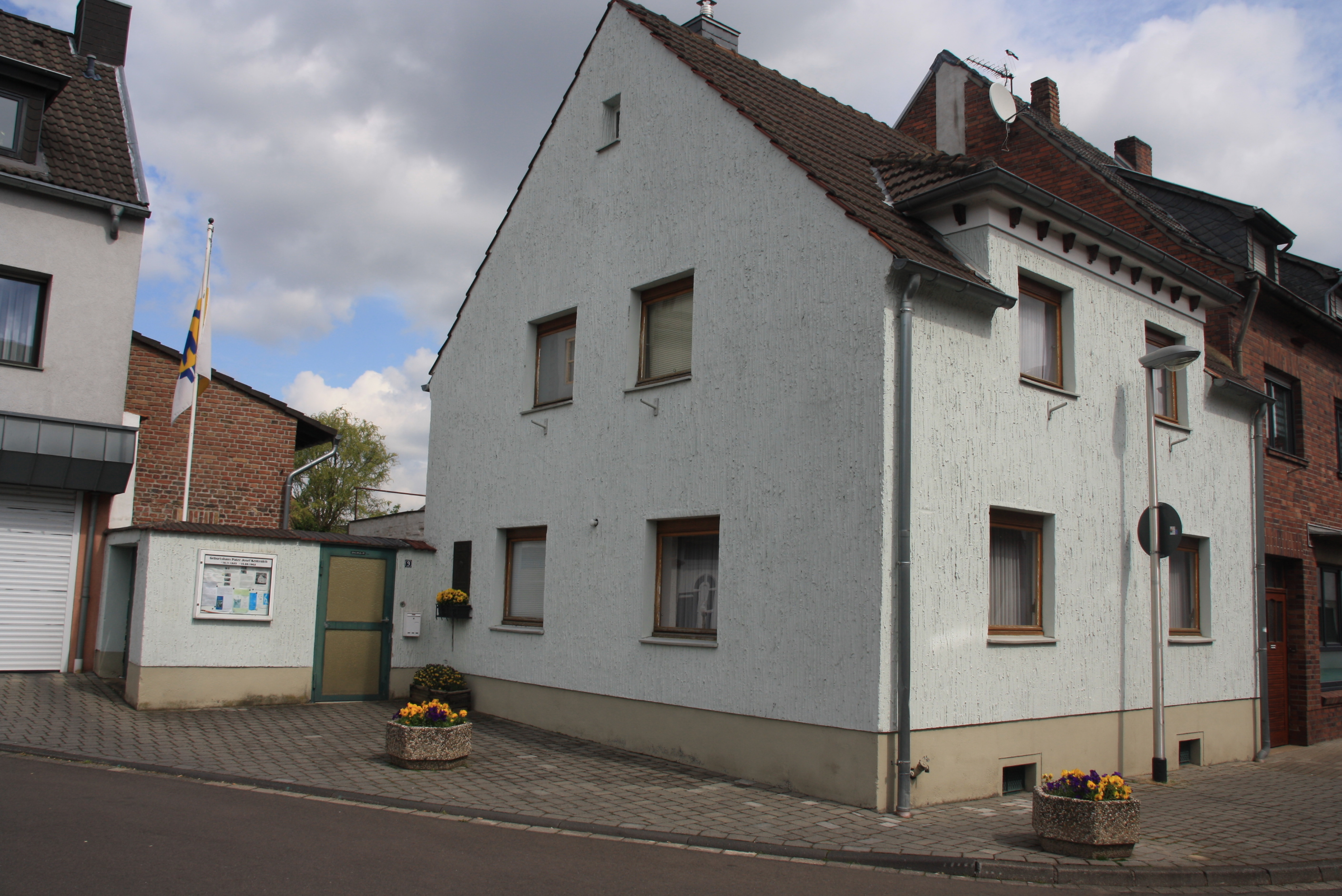
Rodný dům v Gymnichu

Josef Kentenich se narodil v Gymnichu u Kolína nad Rýnem jako nemanželské dítě Kathariny Kentenich a Matthiase Josefa Köpa a byl pokřtěn jako Peter Josef. 
Od září 1899 do roku 1904 navštěvoval Pallottinské Gymnasium v Koblenzi-Ehrenbreitsteinu. Po dvouletém noviciátu studoval v letech 1906-1911 v Pallottinském misijním domě v Limburgu katolickou teologii. Na kněze byl vysvěcen 8. července 1910 tamtéž. Od září 1911 učil v Ehrenbreitsteinu. V letech 1912 až 1919 působil jako spirituál na pallotinské přípravné koleji ve Vallendaru na Rýně.
Kentenichův otec, Mathias Köp,  (9. prosince 1847 v Eggersheimu – 19. března 1931) se nikdy neoženil a zemřel svobodný. Podle knihy pohřbených zemřel stářím.

### Založení Schoenstattu
V dubnu 1914 uzavřel Peter Josef Kentenich ve Vallendaru spolu s některými jemu svěřenými studenty uzavřel úmluvu lásky s Pannou Marií, z níž později vzešlo Schoenstattské dílo. Za zakládající den je považován 18. říjen 1914, kdy měl přednášku pro své studenty v kapli sv. Michala.
Během první světové války se mladé Schoenstattské hnutí rozšířilo o členy mimo Vallendar. Apoštolský svaz byl založen v roce 1919 a Apoštolská liga v roce 1920. Apoštolský svaz byl místem setkávání lidí – ať už studentů, studentů teologie, kněží, žen, mužů, akademiků, učitelů nebo kohokoli jiného – kteří chtěli být motivováni a zmocněni k apoštolskému závazku ze Schoenstattu. V prosinci 1920 byly do Apoštolského svazu oficiálně přijaty první ženy. Z tohoto svazu pak vznikla různá nová společenství. V říjnu 1926 Kentenich založil Schoenstattské sestry Mariiny jako první sekulární institut.

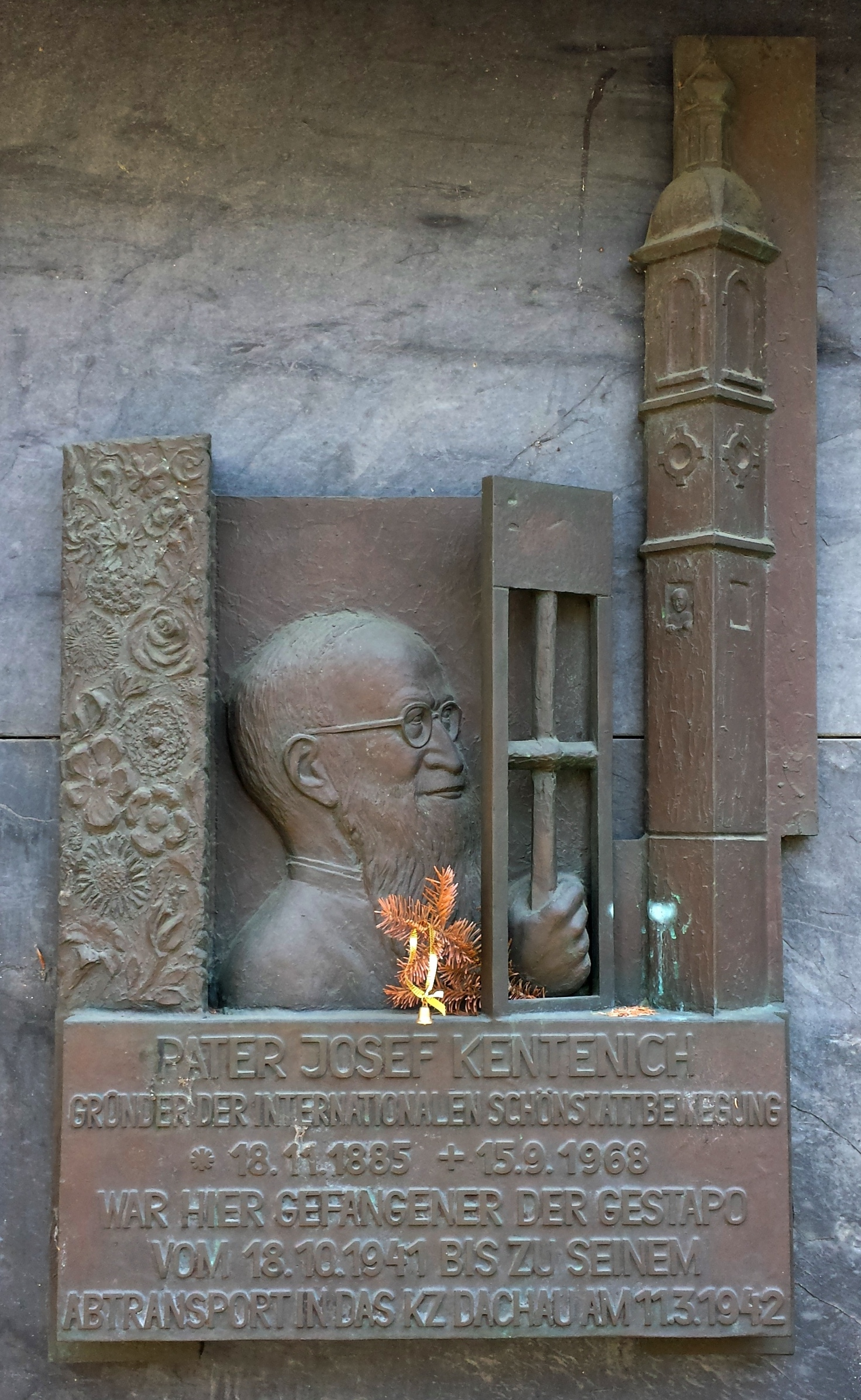
Pamětní deska v Koblenzi

### V době nacionálního socialismu

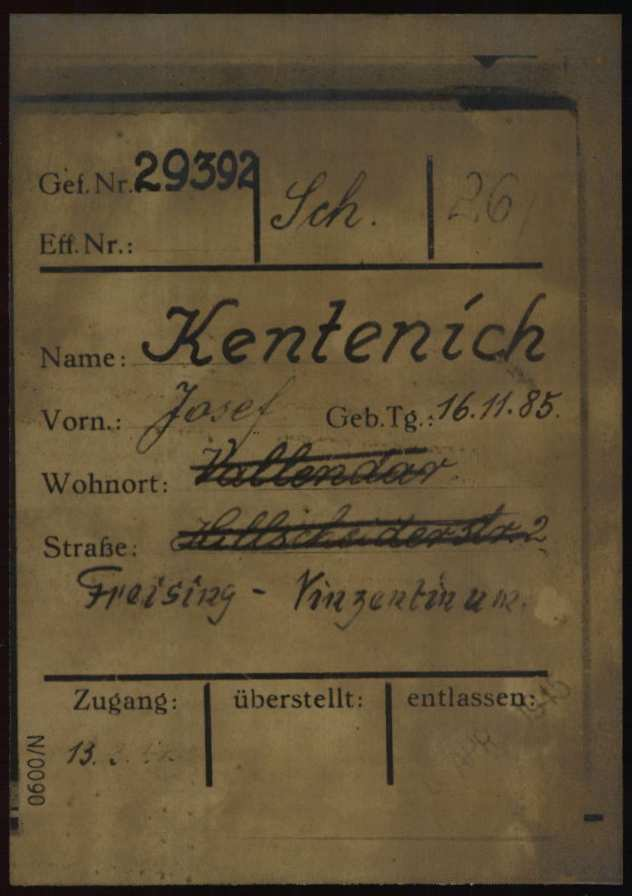
Evidenční list Josefa Kentenicha jako vězně v koncentračním táboře Dachau

Kentenich byl 20. září 1941 kvůli svému striktně negativnímu postoji k nacionálnímu socialismu v Koblenzi zatčen gestapem. V březnu 1942 byl převezen do koncentračního tábora Dachau, kde zůstal uvězněn až do dubna 1945. V červenci 1942 zde v koncentračním táboře založil dvě schoenstattské komunity: Schoenstattský institut bratří Mariiných a Institut schoenstattských rodin.

### Poválečné období
V říjnu 1945 Kentenich založil Svaz diecézních kněží a v únoru 1946 institut Paní ze Schoenstattu. Od listopadu 1945 začal cestovat do zahraničí – do Švýcarska, Itálie, Latinské Ameriky, Jižní Afriky a USA .
Poté, co byl v roce 1948 Římem podle kanonického práva uznán Sekulární institut schönstattských sester Mariiných, došlo v únoru 1949 v Schoenstattu k překvapivé diecézní vizitaci trevírským pomocným biskupem Bernhardem Steinem. Otec Kentenich, který byl právě v zahraničí, se k vizitační zprávě (dopis z 31. května, „Epistola perlonga“) otevřeně vyjádřil a chtěl představit své pastorační zájmy, které zahrnovaly „organické spojení mezi přirozeným a nadpřirozeným životem“. To bylo ale církví vnímáno jako provokace a vedlo to k obvinění u Svatého oficia . Výsledkem byla papežská vizitace jezuitou Sebastianem Trompem z Papežské Gregoriánské univerzity. Kentenich byl následně výnosem papežského vizitátora v září 1951 vyhoštěn z Evropy. Následovaly další výnosy, ale Kentenich nebyl informován o jejich důvodech. Kentenich doufal, že se hromadící se podezření budou řešit, ale marně. 
Poté, co byly začátkem července 2020 otevřeny archivy z doby Pia XII., vyšlo najevo, že důvody Kentenichova vyhnanství nebyly jen teologické, ale že Svaté oficium touto metodou napomínalo systematické zneužívání moci vůči Schoenstattským sestrám Mariiným. Podle Trompovy biografičky a církevní historičky Alexandry von Teuffenbach to zahrnovalo i sexuální zneužívání. Generální prezidium mezinárodního Schoenstattského díla nejprve „rozhodně“ odmítlo obvinění ze zneužívání, ovšem Teuffenbachová se držela svého popisu, založeného na archivních nálezech a který zveřejnila, aby „Schoensttské dílo doplnilo do biografie svého zakladatele některé prvky“.
Kentenich trávil svůj čas v exilu od 21. června 1952 v Milwaukee v USA jako pastor pro Němce a dodržoval všechny stanovené podmínky. V září 1965 obdržel (anonymní) telegram s pozváním na pallotinský generalát v Římě, kam přijel 17.  září. Protože se již Schoenstattského hnutí oddělilo od pallotinů, požádal Kentenich o přijetí do diecézního kléru Münsterské diecéze, kam byl inkardinován v listopadu 1965 biskupem Josephem Höffnerem.
V prosinci přijal Kentenicha na audienci papež Pavel VI. Na Štědrý den roku 1965 se Kentenich ve věku osmdesáti let vrátil do Schoenstattu, kde se další tři roky věnoval vedení svého celosvětového díla. Výklad schoenstattských stoupenců, že návrat do Německa byl díky rehabilitaci, byl během zpracování jeho případu na počátku 20. let rozporován. Jeho vyhoštění nikdy nebylo oficiálně zrušeno. Tehdejší kardinál Joseph Ratzinger napsal 2. dubna 1982: „Na schůzi Svatého oficia dne 29. října 1965 nebylo zrušeno žádné z předchozích rozhodnutí týkající se Kentenichova učení, činnosti a osoby. Pouze se již netrvalo na tom, že Kentenich, který přišel do Říma z USA bez svolení Kongregace na základě špatně vyloženého telegramu, se nesmí vrátit.“

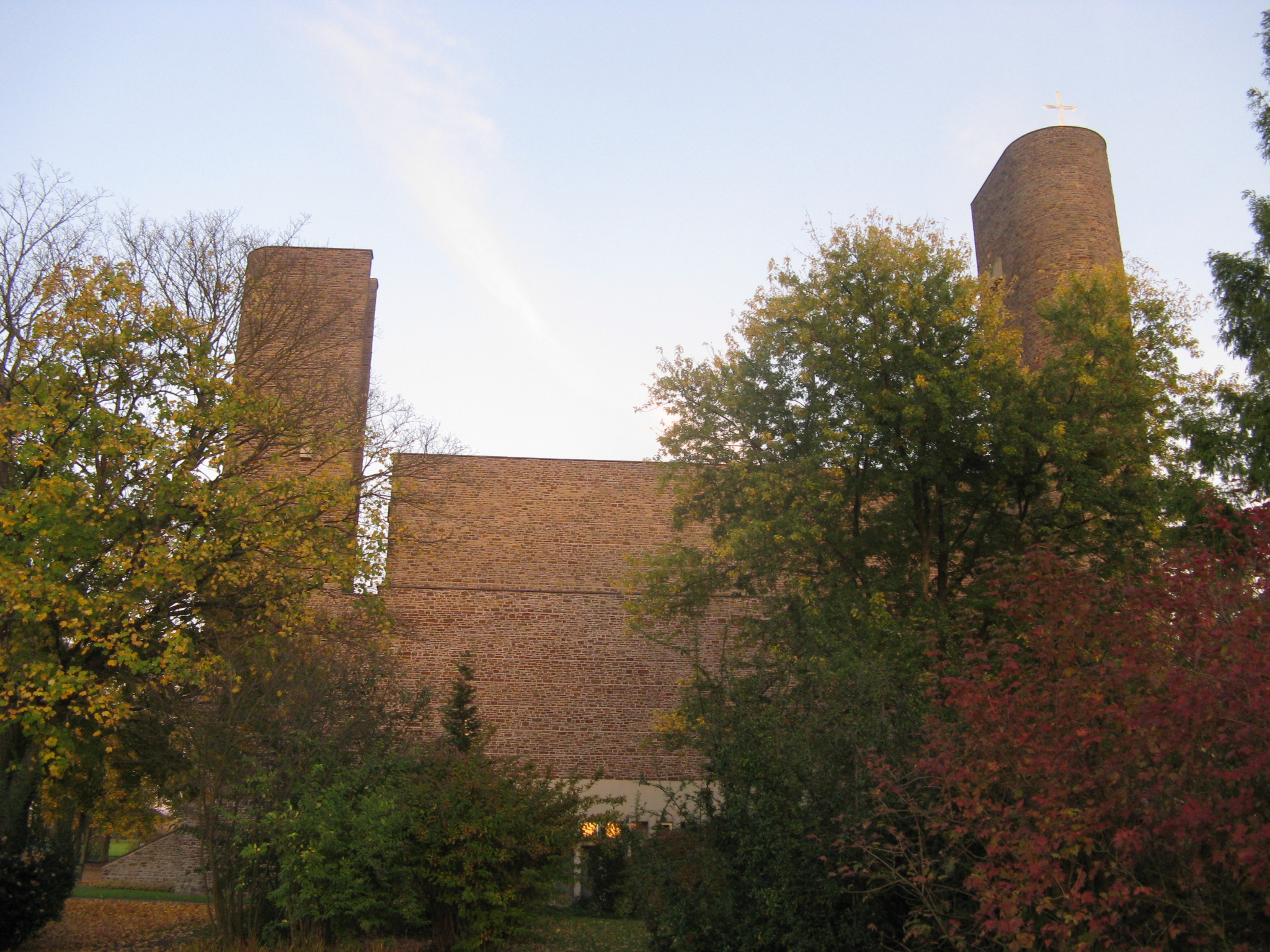
Kostel adorace na hoře Schoenstatt; Hrob otce Kentenicha

Dne 15.  září 1968, na svátek Sedmibolestné Panny Marie, slavil otec Kentenich poprvé a naposledy mši svatou v nově postaveném kostele Nejsvětější Trojice na hoře Schoenstatt a bezprostředně po mši zcela nečekaně zemřel v sakristii. Tato bývalá sakristie se stala Kentenichovou pohřební kaplí. Jeho sarkofág nese latinský nápis Dilexit Ecclesiam („Miloval církev“).

## Dílo
Josef Kentenich se považoval za pedagoga. Chtěl, aby Schoenstattské hnutí bylo chápáno nejen jako duchovní a apoštolské hnutí, ale také jako hnutí vzdělávací.
Kentenichova pedagogika vychází z jeho pohledu na lidstvo, společenství a Boha. Směřuje ke svobodě a plnému rozvoji lidí (ideální pedagogika). Zaměřuje se na schopnost mentální a emoční vazby lidí a plnost vazby (pedagogika vazby). Kentenich důsledně představuje obraz Boha jako vychovatele člověka. Tím je ovlivněna i jeho podoba Panny Marie, která je vychovatelkou par excellence (alianční vzdělávání).

## Obvinění z porušení pravidel a zneužívání
Církevní historička Alexandra von Teuffenbach zveřejnila na podzim 2020 dokumenty z pallotinského zemského archivu v Limburgu; Vatikánské spisy o Trompově vizitaci měly následovat ve druhé publikaci. Dokumenty ještě nebyly veřejně dostupné, ale byly interně dobře známé. Von Teuffenbach se zaměřila na výroky postižených žen, z nichž některé byly učiněny pod přísahou. Kentenich je v nich obviněn z četných porušení pravidel, jako je zneužití pravomoci, nevhodné zpovědní praktiky a fyzické doteky. Obvinila Kentenicha ze sexuálního a fyzického zneužívání. Několik sester popsalo, že jim byla nepříjemná fyzická blízkost, kterou Kentenich opakovaně vyhledával. Tím, že nutil sestry, aby si samy nemohly vybrat zpovědníka, ale musely se zpovídat jemu, porušil kanonický zákaz mísit moc vedení a zpovědi. Podle dokumentů se Kentenich také hanlivě vyjádřil o biskupech, řeholních představených a externích kněžích. Každý, kdo zpochybňoval Kentenichův nárok na moc jako „otce“ a jeho kult osobnosti, byl izolován.
Reakce Schönstattského hnutí na tyto publikace jsou smíšené. Vedení schönstattských sester Mariiných označilo dokumentaci za „zjevně jednostrannou“ a požádalo 28. října 2020 o komplexní prošetření věrohodnosti výpovědí a jejich motivů. Von Teuffenbach poukázala na to, že „archiv Mariiných sester je uzavřen pro všechny, zvláště pro vědecký výzkum“. Na rozdíl od Mariiných sester předseda generálního prezidia Schoenstatt International, otec Juan-Pablo Catoggio, napsal 30. října 2020 v dopise všem členům, že svědectví z beatifikačního procesu předtím znali pouze odpovědní lidé, a proto byla pro Schönstattské hnutí „nová a šokující“. Hnutí se nebojí pravdy a bude čelit důkladnému historickému zkoumání obvinění proti Kentenichovi. Sekulární institut schönstattských sester Marie protestoval proti „odsouzení předem“ a pokusil se použít právní prostředky, aby zabránil Teuffenbachové ve vydání knihy.
Diecéze Trievírská, ve které se nachází místo založení a současné centrum Schoenstattského hnutí Vallendar, svolala v březnu 2021 skupinu expertů, aby prošetřila obvinění ze zneužívání, která odhalily Teuffenbachové nálezy z archivů. Měla vzít v úvahu i archivní materiály, které do té doby nebyly přístupné. V komisi byli vědci (církevní historici, pastorační teologové, náboženští pedagogové) i zástupci pallotinů a schönstattského hnutí, nikoli však Alexandra von Teuffenbach.

## Beatifikační proces
Dne 10. února 1975 byl v Trevíru zahájen beatifikační proces Josefa Kentenicha. Od roku 1996 do roku 2016 byl postulátorem v Kentenichově beatifikačním procesu schönstattský otec Ángel Lorenzo Strada, který se s ním kdysi osobně setkal. Již v roce 2016 připustil v rozhovoru, že beatifikační proces se bude muset vzdát „obrazu našeho zakladatele, který je ve všem dokonalý, kde je svatost od počátku“: „Tento Kentenich neexistoval.“ Stradovým nástupcem se stal Chilan Eduardo Aguirre Cancino, který rovněž patří ke Schoenstattským otcům.
V květnu 2022 Trevírská diecéze oznámila, že biskup Ackermann pozastavil proces blahořečení kvůli dosud nevyvráceným obviněním a diecéze nebude v procesu aktivně pokračovat. Nejprve bude nutný hloubkový externí výzkum života a díla Josefa Kentenicha.
Dekret o pozastavení beatifikačního procesu pro pátera Josefa Kentenicha byl v plném znění zveřejněn o dva měsíce později. Postulátor Aguirre přičítal rozhodnutí diecéze tlaku veřejnosti a na podzim roku 2022 se proti obviněním veřejně ohradil. V kázání k 54. výročí Kentenichovy smrti byl přesvědčen, že zakladatel Schoenstattu může být plně zproštěn viny a že beatifikační proces může být v budoucnu obnoven.

## V díle jiných a pomníky

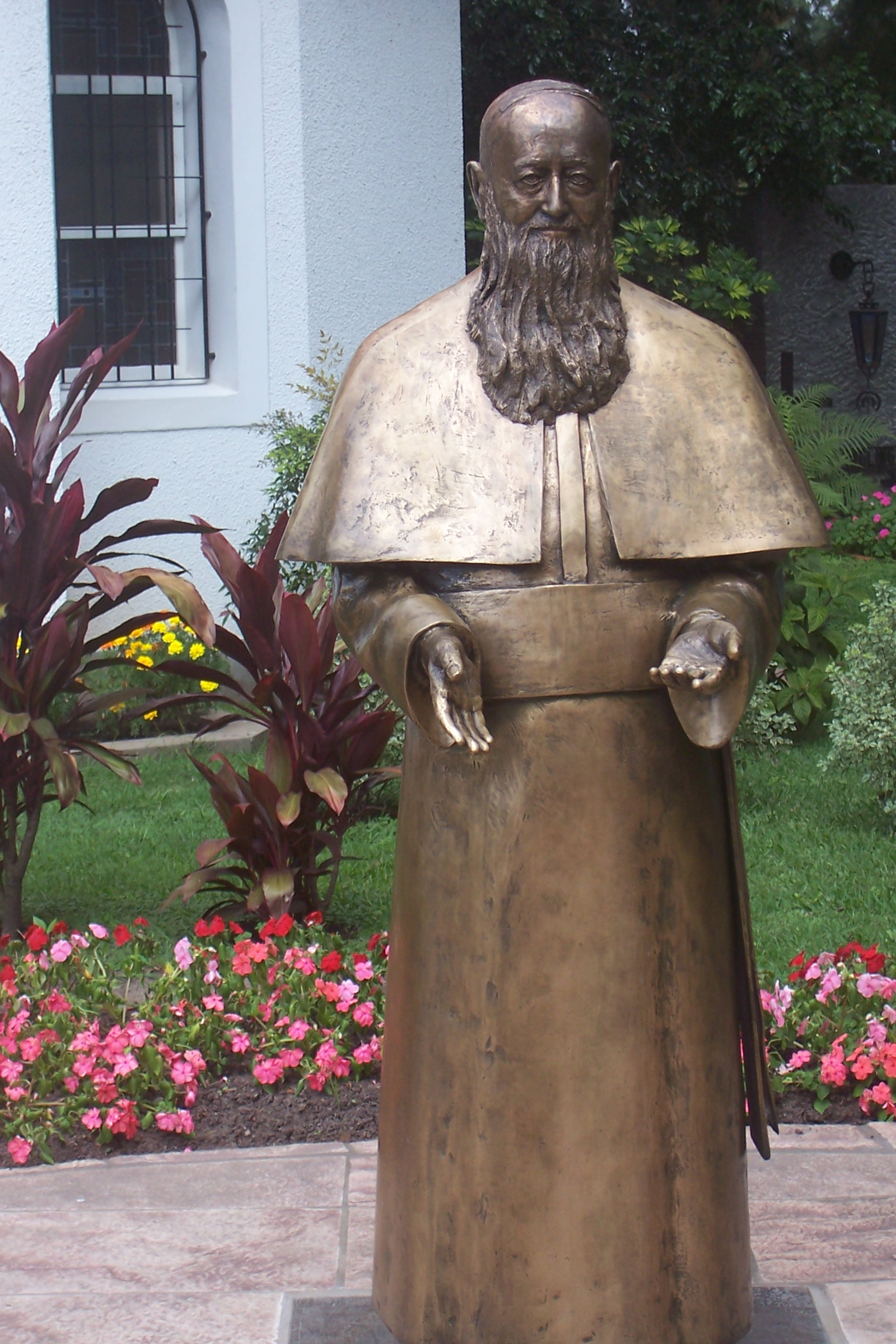
Bronzová socha zakladatele vedle kaple

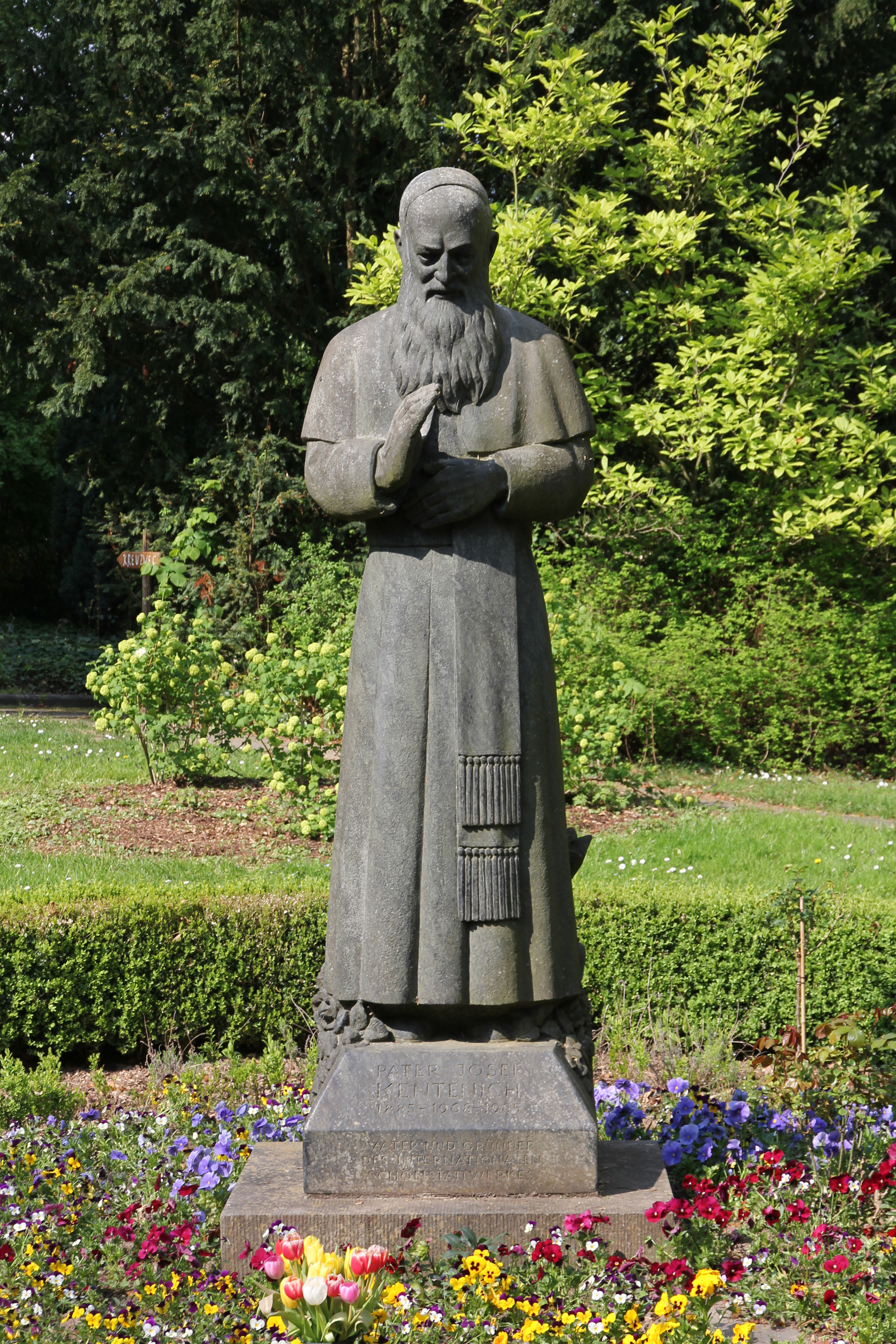
Kentenichova socha (v zahradě bývalého zámku Weidtman v Koblenz)

- Kentenichův život zhudebnili v roce 1985 Ludger Edelkötter a Wilhelm Willms v muzikálu Venture and Love .
- V diváckém průzkumu ZDF v roce 2003 se Kentenich umístil na 17. místě v anketě „nejlepších Němců“.
- V roce 2005 představilo nakladatelství Patris první Kentenichovu biografii napsanou člověkem mimo Schoenstattské hnutí, knihu Christiana Feldmanna.
- V moderním kostele svatého Ducha v Kolbergu v Polsku je v předsíni kostela měděná pamětní deska Josefa Kentenicha.